# Ribeira da Laje
A ribeira da Laje é um curso de água português localizado no concelho das Lajes do Pico, ilha do Pico, arquipélago dos Açores.
Este curso de água tem origem a cerca de 900 metros de altitude. A sua bacia hidrográfica recebe águas de escorrência do Cabeço do Caveiro, e por um afluente recebe as decorrências da Lagoa da Rosada.
O seu curso de água que desagua no Oceano Atlântico, fá-lo na costa da localidade das Ribeiras.